# Humacao

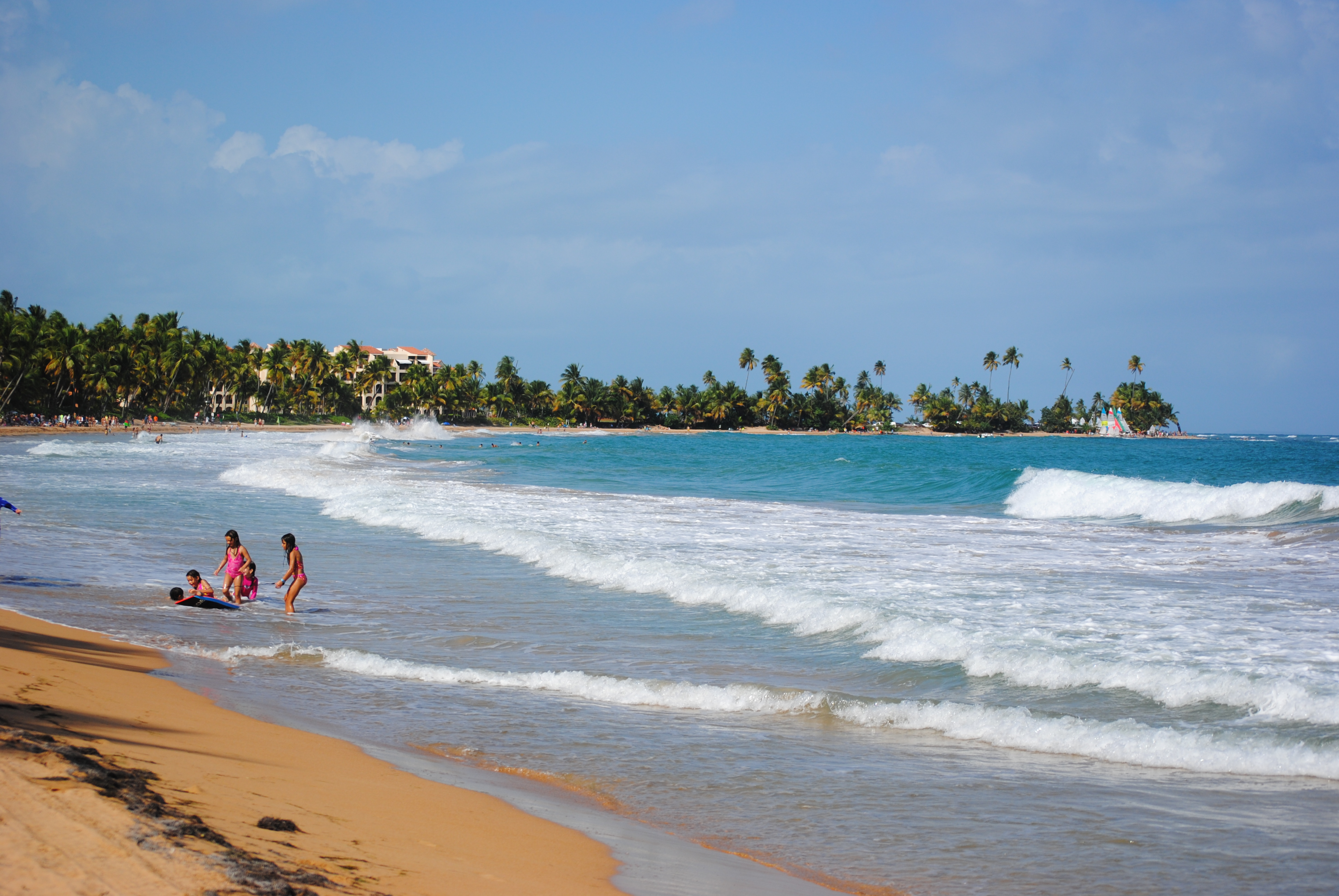
Plaja din Palmas Del Mar, Puerto Rico

Humacao este una dintre cele 78 de municipalități din Puerto Rico. Comunitatea Humacao este situată pe coasta de sud-est a insulei Puerto Rico, în Marea Caraibelor. În 2019 avea o populație de 50.653 de persoane.

## Personalități ale orașului
- Rita Moreno (n. 1931), actriță
- Adamari López (n. 1971), actriță
- Jerry Rivera (n. 1973), cântăreț
- Orlando Cruz (n. 1981), boxer